# Benegiles
Benegiles es un municipio y lugar español de la provincia de Zamora, en la comunidad autónoma de Castilla y León. Cuenta con una población de 268 habitantes (INE 2024).

## Historia
Los primeros indicios de presencia humana en el municipio datan de la época vaccea, de la que se han hallado restos de cerámica en el Teso de la Cruz, así como vestigios romanos posteriores en las prolongaciones del Teso de la Mora, junto a sepulturas en paredes de mampostería o en cajas monolíticas sin datación.
No obstante, la fundación de Benegiles se debe a los reyes leoneses, que crearon la localidad en la Edad Media para consolidar sus posiciones en la cuenca del río Valderaduey. En 1167, y referente a Benegiles, Sol Ramnádiz cedió a los canónigos e iglesia de San Salvador de Zamora sus derechos para la percepción de los diezmos y nombramiento de clérigos, que le correspondían por la repoblación.
Benegiles acoge en su territorio actual varios despoblados, como Carralcueva o Carricueva (que perteneció a la Orden de Santiago), Villamunio y Figueruela (cercanos estos dos al río Valderaduey), así como, tal vez, otro despoblado denominado Oteruelo.
Al crearse las actuales provincias en la división provincial de 1833, Benegiles quedó encuadrado en la provincia de Zamora, dentro de la Región Leonesa.

BENEGILES, L. R. de España, prov. y obisp. de Zamora, part. de los lugares del Pan. A. P., 53 vec., 199 hab., 1 parroquia. Sit. a la margen derecha del rio Valderaduey; conf. con término de los Despoblados de Grajalejo, San Mamed, Carricueva y Lenguar. Sus prod. están indicados en el artículo del partido. Dista 3 y media leguas de la capital. Contr. 4,777 rs. 5 mrs.
«Diccionario geográfico-estadístico de España y Portugal», Miñano y Bedoya, S. (1826)

## Geografía humana

### Demografía
Cuenta con una población de 268 habitantes (INE 2024).
| Gráfica de evolución demográfica de Benegiles entre 1842 y 2021                                                       |
| |
| Población de derecho según los censos de población del INE. Población de hecho según los censos de población del INE. |

## Símbolos
Escudo
En campo de plata, banda de azur, cargada de tres espigas de trigo de oro, acompañada en jefe de iglesia de gules, mazonada de sable y aclarada de plata, y en punta, de puente romano de dos ojos, de gules, mazonado de sable. Al timbre Corona Real cerrada.
Bandera
Bandera rectangular de proporciones 2:3, formada por tres franjas horizontales iguales, siendo las exteriores rojas con cinco espigas de trigo amarillas y azul fileteada de blanco la centra.

## Cultura

### Patrimonio
Iglesia de Santo Tomás. Posee reminiscencias románicas del siglo XII en los canecillos y en su nave. Sufrió modificaciones y su capilla mayor se cubre con bóveda de crucería del siglo XVI. Su Retablo Mayor, del siglo XVIII, contiene una hornacina central con Nª Sª tras el Río, talla gótica del siglo XIV con ecos románicos. Son también obras destacadas un Frontal rococó con relieve de San José, tallado en el siglo XVIII y dos retablos rococós de S. Antonio Abad en hornacina trilobulada, San Blas en el ático, y el del Cristo con un Crucifijo manierista y talla dieciochesca de Santa Águeda en el ático.
Antiguamente, el extenso patrimonio religioso de Benegiles incluía en su término las ermitas de Nª Sª Tras del Río, de San Miguel y del Cristo o Vera Cruz en el pueblo, así como la de Villamunio y la iglesia de Figueruela en los despoblados.

### Fiestas
Las fiestas patronales se celebran el día 9 de mayo en honor de San Gregorio, con misa solemne en la parroquia, seguida de procesión por las calles del pueblo. El día 15 se festeja a San Isidro, patrón de los oficios campesinos, con misa, procesión y bendición de campos. El 24 de junio se queman las típicas hogueras de San Juan, hogueras solsticiales que la Iglesia cristianizó. El 21 de diciembre sigue celebrándose la festividad de Santo Tomás.